# Boogschieten op de Middellandse Zeespelen 2005
Boogschieten is een van de sporten die beoefend werden tijdens de Middellandse Zeespelen 2005 in Almería, Spanje. Er waren drie onderdelen: een voor mannen, twee voor vrouwen.

## Uitslagen

#### Mannen
| Event       | Goud           | Zilver           | Brons         |
| ----------- | -------------- | ---------------- | ------------- |
| Individueel | Marco Galiazzo | Romain Girouille | Yoann Palermo |

#### Vrouwen
| Event       | Goud                      | Zilver          | Brons                |
| ----------- | ------------------------- | --------------- | -------------------- |
| Individueel | Almudena Gallardo Vicente | Natalia Valeeva | Derya Bard Sarialtin |
| Team        | Italië                    | Turkije         | Slovenië             |

## Medaillespiegel
| Plaats | Land      | Goud | Zilver | Brons | Totaal |
| 1      | Italië    | 2    | 1      | 0     | 3      |
| 2      | Spanje    | 1    | 0      | 0     | 1      |
| 3      | Frankrijk | 0    | 1      | 1     | 2      |
| 4      | Turkije   | 0    | 1      | 1     | 2      |
| 5      | Slovenië  | 0    | 0      | 1     | 1      |
| Totaal | Totaal    | 3    | 3      | 3     | 9      |

1979 · 1993 · 1997 · 2005 · 2013 · 2018 · 2022
Atletiek · Basketbal · Bocce · Boksen · Boogschieten · Gewichtheffen · Golf · Gymnastiek · Handbal · Judo · Kanovaren · Karate · Paardensport · Roeien · Schermen · Schietsport · Tafeltennis · Tennis · Voetbal · Volleybal · Waterpolo · Wielersport · Worstelen · Zeilen · Zwemmen